# 3465 Trevires
3465 Trevires је астероид главног астероидног појаса чија средња удаљеност од Сунца износи 2,313 астрономских јединица (АЈ).
Апсолутна магнитуда астероида је 13,3.